# Луковицька сільська рада
Лу́ковицька сільська́ ра́да — адміністративно-територіальна одиниця та орган місцевого самоврядування у Глибоцькому районі Чернівецької області. Адміністративний центр — село Луковиця.

## Загальні відомості
- Населення ради: 1 851 особа (станом на 2001 рік)

## Населені пункти
Сільській раді підпорядковані населені пункти:
- с. Луковиця
- с. Кут

## Склад ради
Рада складалася з 16 депутатів та голови.
- Голова ради: Столяр Дмитро Ілліч
- Секретар ради: Мунтян Олена Василівна

### Керівний склад попередніх скликань
| Прізвище, ім'я, по батькові | Основні відомості                                                                                  | Дата обрання | Дата звільнення |
| --------------------------- | -------------------------------------------------------------------------------------------------- | ------------ | --------------- |
| Кузюк Василь Георгійович    | Сільський голова, 1964 року народження, безпартійний                                               | 26.03.2006   | 25.10.2006      |
| Столяр Дмитро Ілліч         | Сільський голова, 1958 року народження, освіта вища, член Всеукраїнського об'єднання «Батьківщина» | 04.03.2007   | 31.10.2010      |
| Столяр Дмитро Ілліч         | Сільський голова, 1958 року народження, освіта вища, член Всеукраїнського об'єднання «Батьківщина» | 31.10.2010   |                 |
| Косован Віктор Васильович   | Сільський голова, 1970 року народження, "Аграрна партія"                                           | 2014         |                 |

Примітка: таблиця складена за даними сайту Верховної Ради України

### Депутати
За результатами місцевих виборів 2010 року депутатами ради стали:

#### За суб'єктами висування
| Суб'єкт висування | Кількість обраних депутатів | %   |
| ----------------- | --------------------------- | --- |
| Самовисування     | 16                          | 100 |

#### За округами
| № округу | Прізвище, ім'я, по батькові         | Дата визнання обраним | Освіта  | Партійна приналежність                        | Відомості про обраного депутата              |
| -------- | ----------------------------------- | --------------------- | ------- | --------------------------------------------- | -------------------------------------------- |
| 1        | Звездак Василь Георгійович          | 03.11.2010            | середня | позапартійний                                 | тимчасово не працює                          |
| 2        | Глевко Степан Дмитрович             | 03.11.2010            | середня | член Всеукраїнського об'єднання «Батьківщина» | Луковицька загальноосвітня школа, оператор   |
| 3        | Кришка В'ячеслав Дмитрович          | 03.11.2010            | середня | позапартійний                                 | тимчасово не працює                          |
| 4        | Кібіч Юлія Василівна                | 03.11.2010            | вища    | член Єдиного Центру                           | Луковицька сільська рада, головний бухгалтер |
| 5        | Романюк Василь Миколайович          | 03.11.2010            | середня | позапартійний                                 | тимчасово не працює                          |
| 6        | Мунтян Олена Василівна              | 03.11.2010            | вища    | позапартійна                                  | Луковицька сільська рада, секретар ради      |
| 7        | Кишпан Анатолій Вікторович          | 03.11.2010            | вища    | позапартійний                                 | тимчасово не працює                          |
| 8        | Рихло В'ячеслав Іванович            | 03.11.2010            | середня | позапартійний                                 | Луковицька загальноосвітня школа, завгосп    |
| 9        | Бадюк Іван Михайлович               | 03.11.2010            | середня | позапартійний                                 | приватний підприємець                        |
| 10       | Мільовський Руслан Вікторович       | 03.11.2010            | середня | позапартійний                                 | тимчасово не працює                          |
| 11       | Куницький Анатолій Васильович       | 03.11.2010            | середня | позапартійний                                 | приватний підприємець                        |
| 12       | Рихло Микола Іванович               | 03.11.2010            | середня | позапартійний                                 | тимчасово не працює                          |
| 13       | Червоноградський Василь Георгійович | 03.11.2010            | середня | позапартійний                                 | ТОВ «Колосок-2», водій                       |
| 14       | Сафрюк Володимир Лазарович          | 03.11.2010            | середня | позапартійний                                 | приватний підприємець                        |
| 15       | Мойсюк Валерій Георгійович          | 03.11.2010            | середня | позапартійний                                 | приватний підприємець                        |
| 16       | Джаман Марина Іллівна               | 03.11.2010            | вища    | позапартійна                                  | Луковицька загальноосвітня школа, вчитель    |